# Leo White
Leo White est un acteur et réalisateur américain d'origine polonaise, né le 10 novembre 1873 à Grudziądz (Empire allemand, actuelle Pologne), mort le 20 septembre 1948 à Glendale (États-Unis).

## Filmographie

### Comme acteur

#### Années 1910
- 1911 : The Dude : The Dude
- 1912 : Getting Even
- 1913 : Kitty's Knight
- 1914 : Speak No Evil
- 1914 : Golf Champion 'Chick Evans' Links with Sweedie
- 1914 : One-to-Three
- 1914 : The Girl, the Cop, the Burglar
- 1914 : Grass County Goes Dry
- 1914 : The Wedding of Prudence
- 1914 : Mabel's Nerve
- 1914 : The Wages of Sin
- 1914 : The Epidemic
- 1914 : Sweedie the Swatter
- 1914 : The Fable of Napoleon and the Bumps : Wilfred Smalley
- 1914 : One Wonderful Night (en) d'E. H. Calvert : Jean de Curtois
- 1914 : The Fable of Higher Education That Was Too High for the Old Man
- 1914 : In and Out
- 1914 : The Fable of the Busy Business Boy and the Droppers-In
- 1914 : Love and Soda
- 1914 : Sweedie's Skate
- 1914 : Sweedie's Clean-Up
- 1914 : Sweedie Learns to Swim
- 1914 : Rivalry and War
- 1914 : The Servant Question
- 1914 : Sweedie the Trouble Maker
- 1914 : Leading Lizzie Astray : Cafe Patron
- 1914 : Madame Double X
- 1914 : The Battle of Love : Kirby
- 1915 : Curiosity
- 1915 : The Fable of the Fellow Who Had a Friend Who Knew a Girl Who Had a Friend
- 1915 : Sweedie's Suicide
- 1915 : Sweedie and Her Dog
- 1915 : The Fable of the Syndicate Lover
- 1915 : Charlot débute (His New Job) : Actor, Hussar Officer
- 1915 : Charlot en bombe (A Night Out) : French' Dandy / Desk clerk
- 1915 : Father's New Maid
- 1915 : Charlot boxeur (The Champion) : Crooked gambler
- 1915 : Fatty's Faithful Fido (en) : Hat check clerk
- 1915 : Charlot dans le parc (In the Park) : The Count, Elegant Masher
- 1915 : Two Bold, Bad Men : Second Bad Man
- 1915 : Charlot veut se marier (A Jitney Elopement) : Count Chloride de Lime, Edna's Suitor
- 1915 : Le Vagabond (The Tramp) : First Thief
- 1915 : Sweedie's Hero
- 1915 : Charlot apprenti (Work) : The Secret Lover
- 1915 : Mam'zelle Charlot (A Woman) : Idler in the Park
- 1915 : Charlot garçon de banque (The Bank) : Clerk
- 1915 : Off for a Boat Ride
- 1915 : Charlot marin (Shanghaied) : Third Shanghaied Seaman
- 1915 : All Stuck Up : The Daughter's Lover
- 1915 : Cupid's Bath : The Tramp
- 1915 : Charlot au music-hall (A Night in the Show) : Frenchman / Negro in Balcony
- 1915 : Charlot joue Carmen (A Burlesque on Carmen) : Morales, Officer of the Guard
- 1916 : Charlot cambrioleur (Police) : Fruitseller / Flop House Manager / Policeman
- 1916 : Burlesque on Carmen : A Civil Guard
- 1916 : Charlot chef de rayon (The Floorwalker) : Elegant customer
- 1916 : Charlot pompier (The Fireman) : Owner of Burning House
- 1916 : Charlot musicien (The Vagabond) : Old Jew / Gypsy Woman
- 1916 : Charlot et le Comte (The Count) : Count Broko
- 1916 : Charlot fait du ciné (Behind the Screen) : Scene shifter
- 1916 : Taking the Count
- 1917 : Charlot policeman (Easy Street) : Policeman
- 1917 : Back Stage d'Arvid E. Gillstrom
- 1917 : The Hero d'Arvid E. Gillstrom
- 1917 : Dough Nuts d'Arvid E. Gillstrom : Camembert, le propriétaire
- 1917 : Cupid's Rival d'Arvid E. Gillstrom
- 1917 : The Villain d'Arvid E. Gillstrom
- 1917 : The Millionaire d'Arvid E. Gillstrom (CM)
- 1917 : The Goat d'Arvid E. Gillstrom (CM)
- 1917 : The Fly Cop d'Arvid E. Gillstrom : The Mayor
- 1917 : The Chief Cook d'Arvid E. Gillstrom : Ham
- 1917 : The Candy Kid d'Arvid E. Gillstrom
- 1917 : The Hobo d'Arvid E. Gillstrom : Mr. Fox
- 1917 : The Pest d'Arvid E. Gillstrom : Le comte
- 1917 : The Slave : The Vizier
- 1918 : The Stranger d'Arvid E. Gillstrom : The Greaser
- 1918 : Bright and Early de Charley Chase : An honest crook
- 1918 : Violence (The Brazen Beauty) de Tod Browning : Tony Dewey
- 1918 : The Rogue d'Arvid E. Gillstrom : The Count
- 1918 : His Day Out d'Arvid E. Gillstrom
- 1918 : The Orderly d'Arvid E. Gillstrom
- 1918 : À chacun sa vie (Amarilly of Clothes-Line Alley) : Manicurist
- 1918 : The Scholar d'Arvid E. Gillstrom
- 1918 : The Messenger d'Arvid E. Gillstrom
- 1918 : Chase Me Charlie : Duke De Durti-Dog
- 1918 : The Handy Man de Charley Chase
- 1918 : The Straight and Narrow (en) de Charley Chase
- 1918 : The Love Swindle : Trotwell
- 1918 : Les Avatars de Charlot (Triple Trouble) : Count
- 1918 : He's in Again de Charley Chase : The Prize Fighter
- 1919 : The Hawk's Trail

#### Années 1920
- 1920 : Blind Youth : French Louis
- 1920 : An Adventuress : Prince Halbere
- 1920 : Fists and Fodder (en) de Jess Robbins : A Rival
- 1920 : Mrs. Temple's Telegram (it) de James Cruze : John Brown
- 1920 : Pals and Pugs (en) de Jess Robbins : Beau Brummel
- 1920 : The Devil's Passkey : Amadeus Malot
- 1920 : You Never Can Tell : Mr. Renan
- 1920 : Married to Order de Charley Chase
- 1921 : Le Détective improvisé (The Rookie's Return) de Jack Nelson : Henri
- 1921 : Keeping Up with Lizzie : Count Louis Roland
- 1921 : Her Sturdy Oak : Archibald Mellon
- 1921 : La Coqueluche de Paris (The Rage of Paris) : Jean Marot
- 1922 : Beyond the Rocks : Pageant director
- 1922 : Fools First : Geffy, the Dope
- 1922 : Arènes sanglantes (Blood and Sand) : Antonio
- 1923 : Vanity Fair : Isadore
- 1923 : The Rustle of Silk : Emil
- 1923 : Dogs of War : Actor around the lot
- 1923 : Faut pas s'en faire (Why Worry?) : Herculeo
- 1923 : The Marriage Maker : Morris
- 1923 : Breaking Into Society : A Barber
- 1923 : In Search of a Thrill : Dance Professor
- 1924 : Une dame de qualité (A Lady of Quality) : Sir Humphrey Ware
- 1924 : Sporting Youth : The Souse
- 1924 : The Goldfish : Casmir
- 1924 : The Woman on the Jury : Juror
- 1924 : When a Girl Loves : Yussoff
- 1924 : William Tell
- 1924 : Wine : The Duke
- 1924 : The Brass Bowl (en) de Jerome Storm : Taxi driver
- 1925 : What Price Beauty?
- 1925 : Le Monde perdu (The Lost World) : Percy Potts
- 1925 : One Year to Live : Stage Manager
- 1925 : The Way of a Girl de Robert G. Vignola : Traffic Cop
- 1925 : An Enemy of Men : Roberti
- 1925 : Le Mystérieux Raymond (Paths to Paradise) de Clarence G. Badger : Gang member
- 1925 : The Lady Who Lied d'Edwin Carewe : Valet
- 1925 : American Pluck : Lord Raleigh
- 1925 : La Marraine de Charley (Charley's Aunt) de Scott Sidney
- 1925 : La Tour des mensonges (The Tower of Lies) de Victor Sjöström : Peddler
- 1925 : The Masked Bride (en) de Christy Cabanne : Floor Manager
- 1925 : Ben-Hur (Ben-Hur: A Tale of the Christ), de Fred Niblo : Sanballat
- 1926 : A Desperate Moment : Percy Warren
- 1926 : The Far Cry : Max Fraisier
- 1926 : Devil's Island : Chico
- 1926 : Sultane (The Lady of the Harem) : Beggar
- 1926 : The Truthful Sex
- 1926 : The Girl from Montmartre d'Alfred E. Green
- 1926 : The Blonde Saint : Tito
- 1926 : On the Front Page : Beauty expert
- 1927 : Anything Once!
- 1927 : McFadden's Flats : Hat Salesman
- 1927 : The Ladybird : Philippe
- 1927 : See You in Jail : Valet
- 1927 : The Beauty Shoppers : Achille
- 1927 : The Girl from Gay Paree : Monsieur Logier
- 1927 : A Bowery Cinderella
- 1927 : The Slaver
- 1927 : Plus fort que Lindbergh (en) (A Hero for a Night) de William James Craft : Bit
- 1928 : Breed of the Sunsets  de Wallace Fox : Senor Diego Valdez
- 1928 : Far West (Thunder Riders) : Prof. Wilfred Winkle
- 1928 : Le Prince des cacahuètes (How to Handle Women) de William James Craft : The Secretary
- 1928 : Manhattan Knights : Giuseppi
- 1929 : Born to the Saddle : Clyde Montmorency Wilpenny
- 1929 : Smilin' Guns : Count Baretti
- 1929 : Campus Knights : Pearl's Lawyer
- 1929 : Thin Twins
- 1929 : Don't Be Nervous : Gangster

#### Années 1930
- 1930 : A Pair o' Dice
- 1930 : Die Maske fällt
- 1930 : Le Chanteur de Séville
- 1930 : The Woman Racket (en) de Robert Ober et Albert H. Kelley  : The Chef
- 1930 : The Jade Box : Percy Winslow
- 1930 : Le ranch de Noé (en) (Roaring Ranch) : 'Count' Reginald Sobieski
- 1930 : The Florodora Girl : Mr. Crownshield
- 1930 : Cœurs impatients (Our Blushing Brides) : Gaston
- 1930 : Way for a Sailor : Seaman
- 1930 : Sin Takes a Holiday : Photographer
- 1930 : Along Came Youth : Senor Cortés
- 1931 : Anna Christie de Clarence Brown : Man at Bar
- 1931 : The Lone Starved Ranger
- 1931 : Aimer, rire, pleurer (This Modern Age) : Party Guest
- 1931 : Monnaie de singe (Monkey Business) : Barber #1
- 1931 : Models and Wives
- 1931 : Hollywood Halfbacks
- 1932 : The Man Who Played God : Ticket Buyer
- 1932 : La Bête de la cité (The Beast of the City) de Charles Brabin : Arrested man getting property receipt
- 1932 : Le Bel Étudiant (Huddle) de Sam Wood
- 1932 : It's Tough to Be Famous : Florist
- 1932 : Beauty and the Boss : Man in Elevator
- 1932 : Jewel Robbery de William Dieterle : Assistant Robber
- 1932 : Two Against the World (en) : Reporter
- 1932 : Night After Night : Kitchen staff
- 1932 : Raspoutine et l'Impératrice (Rasputin and the Empress) : Reveler at party
- 1933 : The King's Vacation : Reporter
- 1933 : Lady Lou (She Done Him Wrong) : Pedestrian tipping hat to Lou
- 1933 : Grand Slam : Bridge Match Kibitzer
- 1933 : Maids a la Mode : Andre
- 1933 : La Porte des rêves (The Keyhole) de Michael Curtiz : Porter in Cuba
- 1933 : Elmer, the Great : Skinny Gambler
- 1933 : The Devil's Brother : Tavern patron
- 1933 : Héros à vendre (Heroes for Sale) d'William A. Wellman : Angry laundry worker
- 1933 : Deux Femmes (Pilgrimage) : Floorwalker at Fashion Show
- 1933 : She Had to Say Yes : Luigi, Waiter
- 1933 : The Devil's in Love : Dance Director at Rena's Club
- 1933 : The Midnight Club : Waiter
- 1933 : Turn Back the Clock : Waiter
- 1933 : Grande Dame d'un jour (Lady for a Day) : Pierre
- 1933 : Danseuse étoile (Stage Mother) de Charles Brabin : Percy, Audition Manager
- 1933 : Moi et le Baron (Meet the Baron) : The Chef
- 1933 : After Tonight : Intelligence Officer
- 1933 : Meurtre au chenil (The Kennel Murder Case) : Chicago hotel clerk
- 1933 : Une nuit seulement (Only Yesterday)
- 1933 : La Quarante chevaux du roi (My Lips Betray)
- 1933 : The World Changes : Panicked Investor
- 1933 : Sa douce maison (The House on 56th Street) de Robert Florey : Beautician
- 1934 : Les Amants fugitifs (Fugitive Lovers), de Richard Boleslawski : Bus Passenger
- 1934 : The Big Shakedown de John Francis Dillon : Dutch's Henchman
- 1934 : Search for Beauty : Health Acres Guest
- 1934 : Sa Majesté s'amuse (All the King's Horses) : Hotel Manager
- 1934 : Les Pirates de la mode (Fashions of 1934) : French Couturier
- 1934 : The Cat and the Fiddle : Prompter
- 1934 : Business Is a Pleasure
- 1934 : Quand une femme aime (Riptide) : Assistant manager
- 1934 : Viva Villa! : Banquet guest
- 1934 : Vivre et aimer (Sadie McKee) de Clarence Brown : Skinny Waiter
- 1934 : L'Introuvable (The Thin Man) : Leo, Waiter
- 1934 : Fog Over Frisco : Waiter
- 1934 : Voici la marine (Here Comes the Navy) de Lloyd Bacon : Professor
- 1934 : Midnight Alibi (en) d'Alan Crosland : Waiter
- 1934 : The Personality Kid (en) d'Alan Crosland : Fight Fan
- 1934 : L'Homme aux deux visages (The Man with Two Faces) d'Archie Mayo : Joe, a Stage Hand
- 1934 : Housewife : Waiter
- 1934 : Dames : Violin Player on Ferry
- 1934 : Une nuit d'amour (One Night of Love) de Victor Schertzinger : Florist
- 1934 : L'Impératrice rouge (The Scarlet Empress) : Beautician curling Catherine's hair
- 1934 : Agent britannique (British Agent) : Guest in British Embassy Party
- 1934 : Madame du Barry : The King's Wig Man
- 1934 : Kansas City Princess : S.S. Royale Steward
- 1934 : L'Oiseau de feu (The Firebird) : The Pointer's Chauffeur
- 1934 : Done in Oil
- 1934 : Gentlemen Are Born : Headwaiter
- 1934 : Jealousy : Atlantic City Hotel Clerk
- 1934 : I Am a Thief : Waiter on Train
- 1935 : Keystone Hotel (en) de Ralph Staub : Frenchman
- 1935 : A Night at the Ritz : Clothing Salesman
- 1935 : Chercheuses d'or de 1935 (Gold Diggers of 1935) : Clerk Selling Perfume
- 1935 : Let's Live Tonight : Hairdresser
- 1935 : Femmes d'affaires (Traveling Saleslady) : Flower Shop Clerk
- 1935 : Pop Goes the Easel (en) : French Art Student
- 1935 : The Case of the Curious Bride : Tony, Waiter at Luigi's
- 1935 : Black Fury : Miner at Meeting
- 1935 : In Caliente : Little Gent in 'Lady in Red' Number
- 1935 : Stranded : Haines, un ouvrier ivre
- 1935 : Front Page Woman : Taxi Driver
- 1935 : Ne pariez pas sur les blondes (Don't Bet on Blondes) : Greeter in Owen's insurance office
- 1935 : Le Gondolier de Broadway (Broadway Gondolier) : de Vinci's Friend
- 1935 : We're in the Money : Club Royal Extra
- 1935 : Going Highbrow : Diner in Cafe
- 1935 : Personal Maid's Secret : Waiter
- 1935 : The Case of the Lucky Legs : Waiter
- 1935 : Dr. Socrates (en) de William Dieterle : Tailor
- 1935 : Une nuit à l'opéra (A Night at the Opera) : Aviator
- 1935 : Stars Over Broadway : Man at Bar in Dempsey's
- 1935 : Broadway Hostess : Henri, Beauty Salon Owner
- 1936 : Road Gang : Convict at farm
- 1936 : Le Mort qui marche (The Walking Dead) : Courtroom Extra
- 1936 : The Singing Kid : Man Wearing Top Hat
- 1936 : I Married a Doctor (en) d'Archie Mayo : Dance Floor Extra
- 1936 : Times Square Playboy : Room Service Waiter
- 1936 : Romance in the Air : Third Stooge
- 1936 : The Law in Her Hands : Headwaiter
- 1936 : Guerre au crime (Bullets or Ballots) : Waiter
- 1936 : Satan Met a Lady : Room Service Waiter
- 1936 : Jail Break : Convict in Cell
- 1936 : Sur la piste de l'Ouest (en) (Trailin' West) de Noel M. Smith : Card Dealer
- 1936 : Stage Struck : Waiter
- 1936 : Caïn et Mabel (Cain and Mabel) : Man with Cane at Deauville
- 1936 : Here Comes Carter : Man Walking Hallway at KLA
- 1936 : The Captain's Kid : Juror
- 1937 : Guns of the Pecos : Poker Player
- 1937 : Stolen Holiday : Taxi Driver
- 1937 : Septième district : Ben, The Hot Dog Vendor
- 1937 : Her Husband's Secretary : Jewelry Clerk
- 1937 : Espionnage de Kurt Neumann : Barber
- 1937 : Penrod and Sam : Passerby Who Stops Fight
- 1937 : Ready, Willing and Able : Tenant
- 1937 : Midnight Court : Shanley's Butler
- 1937 : Men in Exile de John Farrow : Flamingo Waiter
- 1937 : Femmes marquées (Marked Woman) : Waiter
- 1937 : Le Prince et le Pauvre (The Prince and the Pauper) : Jester
- 1937 : The Go Getter : Man in Streetcar Reading Newspaper
- 1937 : Voleurs d'or (en) (Blazing Sixes) de Noel M. Smith : Extra as Dancer
- 1937 : Fly Away Baby : Shoe Shine Man
- 1937 : The Singing Marine : Man on Dance Floor in Shanghai Nightclub
- 1937 : Mariez-vous ! (Marry the Girl) : Man Sleeping in Chair
- 1937 : Monsieur Dodd prend l'air (Mr. Dodd Takes the Air) : Violinist
- 1937 : The Devil's Saddle Legion : Hotel Bystander
- 1937 : Le Règne de la joie (Broadway Melody of 1938) : Knowles, Theatrical Agent in Montage
- 1937 : Le Prince X : Count's Secretary
- 1937 : Charlie Chan at Monte Carlo : French Butler
- 1937 : She Loved a Fireman : Tony Bronson (barber)
- 1937 : Cette nuit est notre nuit (Tovarich) : Assistant hairdresser
- 1938 : The Kid Comes Back : Reporter / Waiter
- 1938 : Daredevil Drivers : Burnell Office Worker
- 1938 : Love, Honor and Behave : Dan's Office Clerk
- 1938 : He Couldn't Say No : Man Commenting at Ambulance
- 1938 : Tassels in the Air : Omay the artist
- 1938 : Torchy Blane in Panama : Ortez Rubino, Night Club Manager
- 1938 : Chercheuses d'or à Paris (Gold Diggers in Paris) de Busby Berkeley et Ray Enright : Padrinsky's Pianist
- 1938 : Little Miss Thoroughbred : Racetrack Extra
- 1938 : Les hommes sont si bêtes (Men Are Such Fools) de Busby Berkeley : Extra on Dance Floor
- 1938 : Quatre au paradis (Four's a Crowd) : The Barber
- 1938 : Secrets of an Actress : Florist
- 1938 : Broadway Musketeers : Pierre, the Waiter at Annual Get-Together
- 1938 : Les Anges aux figures sales (Angels with Dirty Faces) : Man with baby
- 1938 : Comet Over Broadway : Man in Restaurant
- 1938 : Le Cavalier errant (Going Places) : Man at Track
- 1939 : Torchy Blane in Chinatown : Party Waiter
- 1939 : Nancy Drew... Reporter : Extra, Office Worker
- 1939 : The Man Who Dared de Crane Wilbur : Extra in Courtroom
- 1939 : Women in the Wind : Cleveland Spectator
- 1939 : Code of the Secret Service : Extra watching casino fight
- 1939 : Nancy Drew... Trouble Shooter : Man in Sheriff's Office
- 1939 : Fausses Notes (Naughty But Nice) : Extra in Courtroom
- 1939 : Filles courageuses (Daughters Courageous) : Peanut Vendor
- 1939 : Quiet, Please : Make-Up Man
- 1939 : À chaque aube je meurs (Each Dawn I Die) de William Keighley : Taxi Driver
- 1939 : Torchy Blane.. Playing with Dynamite : Extra at Wrestling Match
- 1939 : Chantage (Blackmail), de H. C. Potter : Prisonnier
- 1939 : Slapsie Maxie's : Headwaiter
- 1939 : Smashing the Money Ring : Convict in Cell 363
- 1939 : Les Fantastiques Années 20 (The Roaring Twenties) de Raoul Walsh : Nightclub Patron
- 1939 : Kid Nightingale : Creditor with Mustache / Fight Crowd Extra
- 1939 : Private Detective : Extra Leaving Courtroom
- 1939 : Quatre Jeunes Femmes (Four Wives) de Michael Curtiz : Guest at Wedding Reception

#### Années 1940
- 1940 : Torrid Zone : Smiling Man to Whom Lee Sings
- 1940 : Flight Angels (en) de Lewis Seiler : Passenger Leo White
- 1940 : Ladies Must Live : Pierre, Headwaiter of Club Two-Time
- 1940 : No Time for Comedy : Actor in Show
- 1940 : Le Dictateur (The Great Dictator) : Hynkel's barber
- 1940 : Tugboat Annie Sails Again : Nightclub waiter
- 1940 : Une étrange jeune mariée (Always a Bride) : Dance Party Guest
- 1940 : She Couldn't Say No : Juror
- 1941 : The Dog in the Orchard : Bookkeeper
- 1941 : Here Comes Happiness : Wedding Guest
- 1941 : Knockout : Hanson Fight Watcher
- 1941 : Le Grand Mensonge (The Great Lie) : Waiter
- 1941 : L'Homme de la rue (Meet John Doe) de Frank Capra : Bit part
- 1941 : Million Dollar Baby : Man at Vegetable Tool Demonstration
- 1941 : Three Sons o' Guns : Actor in Devil Costume
- 1941 : Highway West : The Barber
- 1941 : Those Good Old Days : Dandy
- 1941 : Nine Lives Are Not Enough d'A. Edward Sutherland : City Room Extra, Listening to Mat
- 1941 : Passage from Hong Kong (en) : Tourist
- 1941 : Dangerously They Live : Sidewalk Onlooker
- 1942 : Four Jacks and a Jill (en) : Perfumer
- 1942 : Échec à la Gestapo (All Through the Night) de Vincent Sherman : Chef #1 at Charlie's Restaurant
- 1942 : Bullet Scars : Charles, motorist at Roadblock
- 1942 : Always in My Heart de Jo Graham : Studio Manager
- 1942 : Murder in the Big House : First Process Server
- 1942 : La Glorieuse Parade (Yankee Doodle Dandy) : Backstage actor, 'Peck's Bad Boy
- 1942 : Spy Ship : Waiter
- 1942 : Les Filles à papa (The Daughter of Rosie O'Grady) : Flower Vendor
- 1942 : You Can't Escape Forever : Lonesome Club Guard
- 1942 : La Maison de mes rêves (George Washington Slept Here) : Passenger Leaving Train
- 1942 : Casablanca : Emile (waiter)
- 1943 : La Manière forte (The Hard Way) : Graduation Photographer
- 1943 : The Mysterious Doctor : Headless Man
- 1943 : Intrigues en Orient (Background to Danger) : Whispering Agent
- 1943 : Appointment in Berlin (en) d'Alfred E. Green : French Butler
- 1943 : La Dame aux cheveux blancs (Someone to Remember) : Waiter
- 1944 : Femme aimée est toujours jolie (Mr. Skeffington) : Henri's Assistant Beautician
- 1944 : Arsenic et vieilles dentelles (Arsenic and Old Lace) : Man in Phone Booth
- 1945 : Hôtel Berlin de Peter Godfrey : Underground Printer
- 1945 : Pavillon noir (The Spanish Main) : Pedicurist
- 1946 : Trois Étrangers (Three Strangers) : Newshawker
- 1946 : La Vie passionnée des sœurs Brontë (Devotion) : Waiter
- 1946 : La Voleuse (A Stolen Life) : Waiter
- 1946 : Two Guys from Milwaukee : One of the Barbers
- 1946 : Cape et Poignard (Cloak and Dagger) : Room Service Waiter
- 1946 : So You Want to Play the Horses : Cigar Store Bookmaker
- 1946 : The Verdict : Cabbie
- 1946 : So You Want to Keep Your Hair : Sixth Barber
- 1947 : So You're Going to Be a Father : Psychopathic Doctor
- 1947 : The Unfaithful : Arriving Courtroom Spectator
- 1947 : Gai, marions-nous (Always Together) : Interior Decorator
- 1948 : So You Want to Be a Gambler : Drug Store Manager
- 1948 : April Showers : Louie
- 1948 : Winter Meeting : Waiter
- 1948 : La Rivière d'argent (Silver River) : The barber
- 1948 : Smart Girls Don't Talk (en) de Richard Bare : Leon, Roadhouse Waiter
- 1949 : Il y a de l'amour dans l'air (My Dream Is Yours) : Waiter
- 1949 : Le Grand Tourbillon (Look for the Silver Lining) de David Butler : Christmas Party Guest
- 1949 : Le Rebelle (The Fountainhead) : Pedestrian onlooker

### Comme réalisateur
- 1918 : Les Avatars de Charlot (Triple Trouble) (+ scénariste)